# Hatta Uichirō
Hatta Uichirō (jap. 八田 卯一郎, * 10. September 1903 in Osaka; † 20. April 1989) war ein japanischer Fußballspieler.

## Nationalmannschaft
1925 debütierte Hatta für die japanische Fußballnationalmannschaft. Hatta bestritt zwei Länderspiele. Mit der japanischen Nationalmannschaft qualifizierte er sich für die Far Eastern Championship Games 1925.